# DeAndre Davis
DeAndre DeVonte' Davis (Spotsylvania Courthouse, 23 novembre 1994) è un cestista statunitense.

## Palmarès
- Campionato svedese: 1

Borås Basket: 2019-2020